# Kazimieras Būga

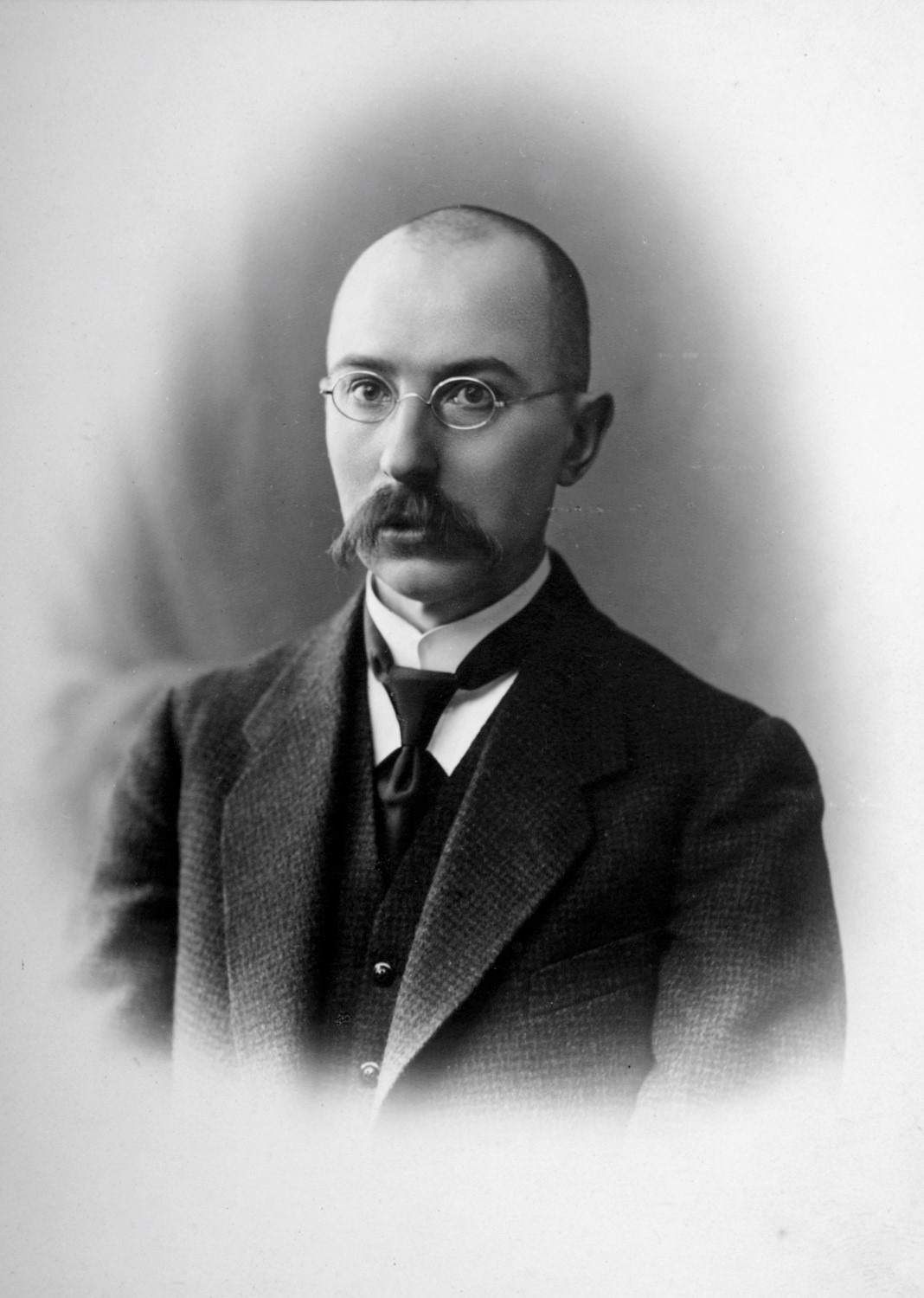
Kazimieras Būga

Kazimieras Būga (* 6. November 1879 in Pažiegė, Rajongemeinde Zarasai; † 2. Dezember 1924 in Königsberg) war ein litauischer Sprachwissenschaftler. Er gilt bis heute als der bedeutendste litauische Linguist.

## Leben
Būga stammte aus einer Bauernfamilie. 1898 schrieb er sich auf Drängen seiner Eltern im Priesterseminar in Sankt Petersburg ein. Dieses verließ er jedoch und arbeitete als Hauslehrer, Hilfskraft in einer Wetterwarte. 1900 erschien sein erster linguistischer Artikel unter dem Pseudonym Sėlis. Die Bekanntschaft mit Kazimieras Jaunius, E. Volter, F. Fortunatow u. a. führten zu einer Einstellung als Sekretär bei der Russischen Akademie der Wissenschaften. 1905 legte Būga als Externer sein Abitur ab und schrieb sich in der philologischen Fakultät der Universität St. Petersburg ein, wo er als Schüler von Jaunius studierte.
1912 beendet Būga das Studium und bleibt in St. Petersburg bei Jan Baudouin de Courtenay, 1914 folgt ein Studienaufenthalt bei Adalbert Bezzenberger in Königsberg. 1916 folgt die Ernennung zum Privatdozent, 1917 zum außerordentlichen Professor – kriegsbedingt in Perm. 1920 kehrte er in das inzwischen unabhängige Litauen zurück und wird Professor an der neu gegründeten Vytautas-Magnus-Universität Kaunas. 1924 stirbt Būga in Königsberg. Bestattet ist er in Kaunas.

## Rezeption
Gemeinsam mit dem Letten Jānis Endzelīns gilt Būga als Begründer der Baltistik im Baltikum, da beide sowohl über linguistische Bildung als auch über muttersprachliche Kenntnisse der erforschten Sprachen verfügten.
Būga begründete die Namenforschung, sowohl in der Rekonstruktion von Personennamen aus der Frühzeit des Großfürstentums Litauen als auch mit dem Studium von Gewässernamen, wo er zeigen konnte, dass nunmehr slawisches Siedlungsgebiet einst von Balten bewohnt war.
Er arbeitet über Dialekte und initiierte das akademische (20-bändige) Wörterbuch der litauischen Sprache (beendet 2002).
Sein Erstwerk Aistische Studien von 1908 gilt als grob fehlerhaft unter dem Einfluss von Jaunius.

## Werke
- Rinktiniai raštai (3 Bände + Index, herausgegeben von Zigmas Zinkevičius) Vilnius 1958–1961.